# Karl Steitz
Karl Steitz (* 19. Juli 1890 in Ransweiler; † 26. Januar 1966 ebenda) war ein deutscher Lehrer und Politiker (CDU).
Steitz, der evangelischer Konfession war, besuchte die Volksschule und die Realschule auf dem Weierhof sowie die Landwirtschaftsschule Alsenz und die Kreisackerbauschule in Kaiserslautern. Im Ersten Weltkrieg leistete er Kriegsdienst und arbeitet dann als Landwirt. Nach der Übernahme des väterlichen Betriebs wurde er 1928 Mitbegründer der Nordpfälzer Zentralmolkerei und 1939 Mitbegründer einer der ersten Schleppergemeinschaften. 1939 erfolgte eine Verwarnung durch die Gestapo wegen „staatsabträglichen Verhaltens“.
Nach dem Zweiten Weltkrieg wurde er CDU-Mitglied und war von 1945 bis 1960 Gemeinderatsmitglied in Ransweiler. Ab dem 31. Dezember 1946 war er an Stelle von Gustav Wolff Mitglied der Beratenden Landesversammlung, ausweislich der Anwesenheitslisten scheint er das Mandat aber nicht wahrgenommen zu haben.
1919 wurde er Aufsichtsratsmitglied der Pfälzischen Landwirtschaftsbank. Er war Mitbegründer und seit 1924 Kreisvorsitzender der gewerkschaftlich organisierten Freien Bauernschaft und Mitbegründer der provisorischen Landwirtschaftskammer Pfalz in Kaiserslautern. 1945 wurde er Mitglied und seit 1947 Vorsitzender des Landwirtschaftlichen Ausschusses des Kreises Rockenhausen, Mitglied des Bezirksausschusses und der Kreisbauernkammer Pfalz.
Er war Herausgeber mehrerer Jahrgänge des Bauernkalenders Scholle und Heimat.

## Auszeichnungen
- 1955: Bundesverdienstkreuz am Bande